# فحص السلاح القصير

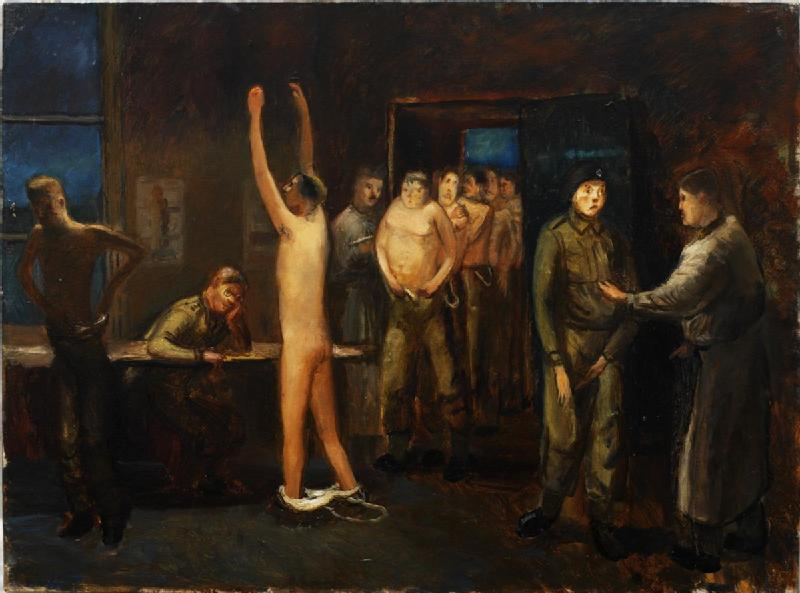

مصطلح عسكري يعبر عن فحص طبي روتيني للعضو الذكري للجنود (السلاح القصير) ويشير إلى الأمراض المنقولة جنسياً وبعض المشكلات الطبية الآخرى.
لم يتم اكتشاف أصل دقيق للكلمة، ومع ذلك فقد رُوىَ عن القوات الأمريكية والأسترالية تداولها لهذا المصطلح خلال الحرب العالمية الأولى.

## أمثلة
تم نقل تجربة لممارسة هذا النوع من الفحص عن طريق جيش اليابان الإمبراطورى عبر جندى أمريكي مجهول الهوية خلال الحرب العالمية الثانية، حيث تم إجبار هذا الجندي على العمل كسائق شاحنات خلال فترة أسره كسجين حرب، ولذلك فقد كان على اتصال بالجنود اليابانين عن قرب بشكل يومي. 
"عندما يصاب مقاتل ياباني بمرض عضوى تناسلي، فإنه يتلقى عقاباً شديداً ويفقد بعضا من الامتيازات الممنوحة له. و لهذا السبب فقد كانوا يذهبون إلى الأطباء المدنيين أو الصيدليات في محاولة لمداواة أنفسهم بأنفسهم. و لقد أصيب الكثير منهم بالعدوى. نادراً ما يقام فحص السلاح القصير هنا، وفي الحقيقة لم يقام سوى مرة واحدة خلال فترة أسرى"
- نقلاً عن أسير حرب أمريكي سابق (1945).